# Dème du Saronique (Attique)
Le dème du Saronique (grec moderne : Δήμος Σαρωνικού) est un dème (municipalité) de la périphérie de l'Attique, dans le district régional d'Attique de l'Est, en Grèce. 
Il a été créé dans le cadre du programme Kallikratis (2010) par la fusion des anciens dèmes de Kalývia Thorikoú et Anávyssos, et des communautés de Kouvara, de Paléa Phokéa (Ancienne-Phocée) et de Saronide, devenus des districts municipaux.
Son siège est la localité de Kalývia Thorikoú.
Il tient son nom du golfe Saronique.

## Districts municipaux

### Anavyssos
7 189 habitants (2001).

### Kalývia Thorikoú
12 202 habitants (2001).

### Kouvara
1 704 habitants (2001).

### Paléa Fokéa
La communauté municipale de Paléa Fokéa (Παλαιά Φώκαια) comptait 3 123 habitants en 2001. Elle tient son nom de la cité de l'Ancienne-Phocée dont étaient originaires les réfugiés ayant fondé le village dans les années 1920. L'adjectif « ancienne » tient à l'existence de deux localités nommées Phocée en Anatolie, l'Ancienne-Phocée (en turc EskiFoça) sur le site de la ville antique, et la Nouvelle-Phocée (en:Yenifoça) construite au Moyen Âge.

### Saronide
La communauté municipale de Saronide (Δημοτική Κοινότητα Σαρωνίδος) comptait 2 102 habitants (2001).

Dème du Saronique.
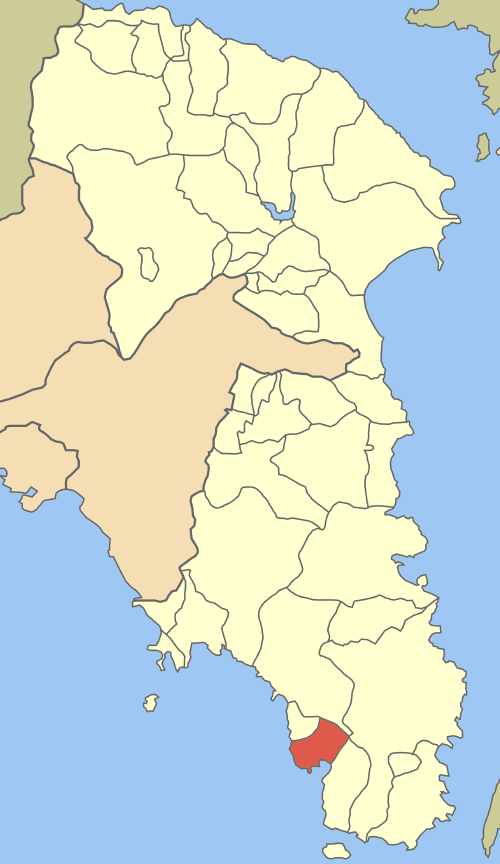
District municipal d'Anavyssos.
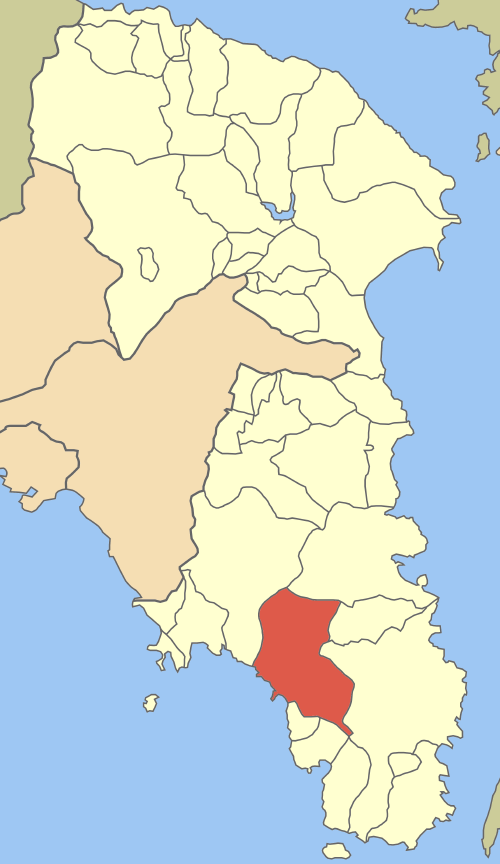
District municipal des Kalývia Thorikoú.
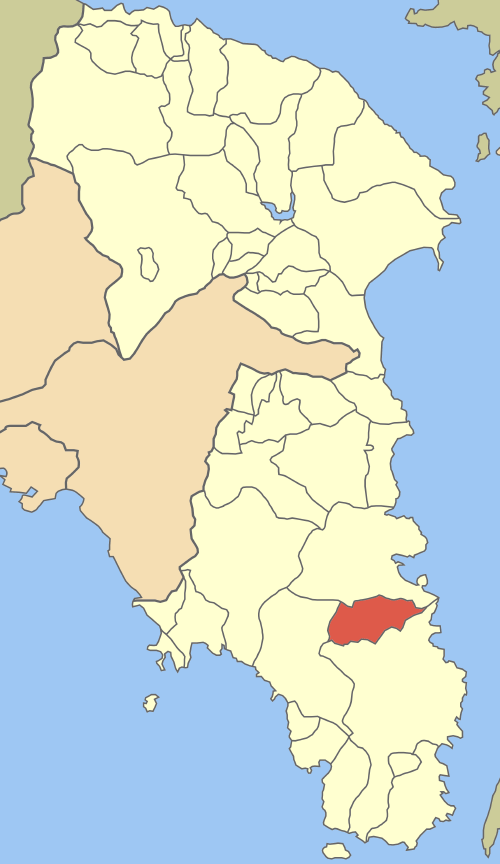
District municipal de Kouvara.
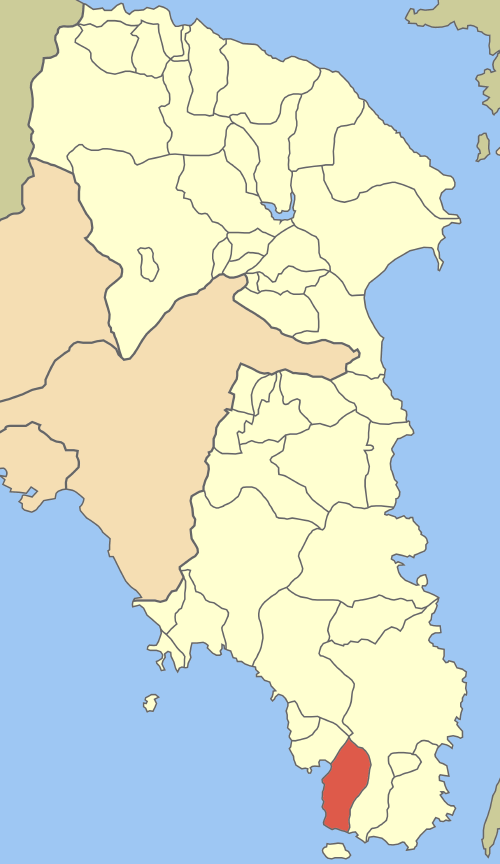
District municipal de Paléa Fokéa.
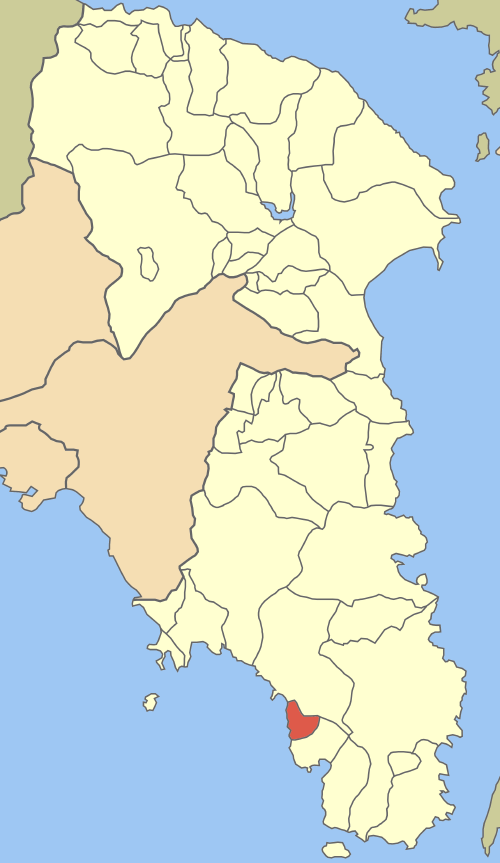
District municipal de Saronide.